# Bjørn Westergaard
Bjørn Westergaard (Esbjerg, 12 de septiembre de 1962) es un deportista danés que compitió en vela en la clase Soling. Su hermano Stig también compitió en vela.
Ganó una medalla de oro en el Campeonato Mundial de Soling de 1999 y medalla de plata en el Campeonato Europeo de Soling de 1994.

## Palmarés internacional
| \| Campeonato Mundial \| Campeonato Mundial \| Campeonato Mundial \| Campeonato Mundial \| \| Año \| Lugar \| Medalla \| Clase \| \| ------------------ \| --------------------- \| ------------------ \| ------------------ \| \| 1999 \| Melbourne (Australia) \| Medalla de oro \| Soling \| \| Campeonato Europeo \| \| \| \| \| Año \| Lugar \| Medalla \| Clase \| \| 1994 \| Vilamoura (Portugal) \| Medalla de plata \| Soling \| |                       |                  |        |
| Campeonato Mundial |                       |                  |        |
| Año | Lugar                 | Medalla          | Clase  |
| 1999 | Melbourne (Australia) | Medalla de oro   | Soling |
| Campeonato Europeo |                       |                  |        |
| Año | Lugar                 | Medalla          | Clase  |
| 1994 | Vilamoura (Portugal)  | Medalla de plata | Soling |